# Neopanorpa harmandi
Neopanorpa harmandi är en näbbsländeart som först beskrevs av Navás 1908.  Neopanorpa harmandi ingår i släktet Neopanorpa och familjen skorpionsländor. Inga underarter finns listade i Catalogue of Life.